# Masacre del Santa
La Masacre del Santa u Operativo del Santa fue el asesinato de 9 campesinos llevada a cabo en la madrugada del 2 de mayo de 1992 por el Grupo Colina en el distrito de Santa, departamento de Ancash, en la costa peruana, en el marco de la época de terrorismo que afrontó el país andino entre 1980 y 2000.

## Preparativos
Entre los años 1990 y 1992, el distrito de Santa era considerada una zona estratégica por lo que tanto Sendero Luminoso y el MRTA se disputaban la hegemonía en el lugar. La zona había sido declarada zona roja.
El 30 de abril de 1992, el mayor Santiago Martín Rivas citó a los jefes de los subgrupos operativos del Destacamento Colina por “pedido del comandante general [Nicolás de Bari Hermoza Ríos]” a una reunión en el departamento de los hermanos Fung, dueños de la Molinera San Dionisio, en Miraflores. Uno de los Fung, Jorge, era amigo de Juan Bosco Hermoza Ríos, hermano de Nicolás.
En la reunión, los Fung señalaron que tenían datos sobre los senderistas que operaban en la zona del Santa, especialmente aquellos que participaron en el ataque del 29 de marzo de 1992, ataque donde 30 senderistas colocaron explosivos en las oficinas administrativas de la Molinera San Dionisio, quemaron máquinas y 50 fardos de algodón desmotado; además, que producto de dicho ataque, se produjo un incendio que destruyó el molino. En la reunión, se dispuso que dos colaboradores se encontrarían con los miembros del Destacamento Colina en Casma para señalar a los involucrados en el acto. Después de la reunión, el agente Sosa Saavedra comentó que el operativo era “un trabajo particular porque el Señor Fung era amigo del Comandante General”.
El 1 de mayo, a bordo de varios vehículos, partieron de Lima hacia Santa 18 miembros del Grupo Colina con armas de fuego de largo y corto alcance. Paralelamente, aquel 1 de mayo, un grupo de senderistas incursionaron en Coishco, Santa, bloqueando la carretera Panamericana Norte, destruyendo un vehículo de la empresa Carolina y tomando el túnel donde realizaron pintas. Luego de la incursión, los senderistas, después de dejar varios efectivos de la marina heridos, huyeron a la parte alta de los cerros de Coishco mientras que otro grupo huyó por La Huaca.

## Hechos
A las 08:00 p. m., los miembros del Grupo Colina llegaron a Casma. Los vehículos fueron estacionados en las proximidades de la Plaza de Armas. Martín Rivas, junto con Carlos Pichilingüe, se encontró con los dos colaboradores en un boliche donde bebieron cerveza. Pasado las 10:00 p. m., reaparecieron con los colaboradores, se subieron a los vehículos y Martín Rivas ordenó avanzar. Antes de llegar a la barriada Javier Heraud, se distribuyeron los grupos.
En la madrugada del 2 de mayo de 1992, los miembros de Colina, vestidos de militares y con pasamontañas (excepto uno que llevaba el rostro descubierto), ingresaron en los poblados de La Huaca, Javier Heraud y San Carlos, ubicados en Santa, y obligaron a nueve campesinos vinculados a movimientos sindicales y gremiales a subir a las camionetas. Las víctimas no eran trabajadores de los Fung. El recojo de las víctimas duró cerca de dos horas y fueron seleccionaros a partir de los señalamientos de los informantes recogidos en Casma. Tras llevar a cabo la recogida, los paramilitares pintaron grafitis pro-senderistas, como parte de una operación de bandera falsa.
Luego de recoger a las víctimas, se dirigieron al valle de Chao. En aquel lugar, se detuvieron y descendieron de los vehículos. Las víctimas fueron divididas en dos grupos, avanzando en direcciones opuestas mientras que un miembro del Grupo Colina iba detrás de cada uno. Los informantes, por su lado, se quedaron en los vehículos. Los disparos a las víctimas se realizaron con silenciador. Los cuerpos fueron arrojados en tres fosas comunes ubicadas en Huaca Corral (La Libertad), en el km 468 de Panamericana Norte.
Las víctimas fueron exhumadas e identificadas en agosto de 2011 y enterradas de nuevo el 13 de noviembre del mismo año. El gobierno peruano emitió una disculpa formal hacia los familiares de las víctimas en nombre del estado.
Según investigaciones posteriores, la masacre habría sido instigada por intereses privados a través del general Nicolás Hermoza. La sentencia que condenó a tres miembros del Grupo Colina sobre la masacre resaltó que las víctimas no estaban relacionadas con Sendero Luminoso.

## Víctimas
Los campesinos asesinados fueron:
- Carlos Alberto Barrientos Velásquez
- Roberto Barrientos Velásquez
- Denis Atilio Castillo Chávez
- Federico Coquis Velásquez
- Gilmer Ramiro León Velásquez
- Pedro Pablo López Gonzáles
- Jesús Manfredo Noriega Ríos
- Carlos Martín Tarazona More
- Jorge Luis Tarazona More